# Trashman
Trashman è un videogioco pubblicato nel 1984 per Commodore 64 e ZX Spectrum, e nel 1986 per Amstrad CPC, in cui si controlla un netturbino (trashman in inglese americano). Vendette oltre 100 000 copie e, almeno nella versione Spectrum, fu un successo di critica.
Un seguito, Travel with Trashman, uscì solo per ZX Spectrum e Amstrad CPC negli stessi anni. Un terzo titolo, Trashman Goes Moonlighting (traducibile "Trashman fa un secondo lavoro"), è apparso solo per Amstrad CPC, ma non è ufficiale ed è di provenienza sconosciuta.
Non va confuso con un omonimo Trashman per Commodore 64 e VIC-20 che è una semplice variante di Pac-Man.

## Modalità di gioco
Scopo del gioco è usare il netturbino, che può solo camminare nelle quattro direzioni, per prelevare un certo numero di bidoni dell'immondizia privati, svuotarli nel camion dei rifiuti e rimetterli a posto, prima che scada il tempo. Il netturbino cammina più lentamente quando trasporta un bidone pieno.
I livelli, con visuale isometrica, sono costituiti da una strada disposta verticalmente al centro dello schermo con varie abitazioni ai due lati. L'ambiente scorre verso l'alto, non in modo continuo ma attraverso più schermate distinte.
Sulla strada passano, nei due sensi (il gioco è britannico e la guida è a sinistra), vari tipi di veicoli che possono investire il netturbino, oltre al camion dei rifiuti che avanza un po' alla volta costeggiando il marciapiede.
Occorre evitare di calpestare l'erba dei giardini, perché causa lo scorrimento più rapido del tempo e fa irritare i proprietari che possono anche aizzare il cane. I morsi di cane e gli scontri con le biciclette fanno zoppicare il netturbino per un po'. I proprietari soddisfatti, invece, si affacciano alla porta e invitano il netturbino a entrare in casa per svariati motivi (appare una conversazione umoristica a video), ed entrando si ottiene un bonus di tempo.
Se il tempo scade, il livello deve essere ritentato da capo e si perde una vita, mentre essere investiti da un veicolo causa la fine immediata del gioco.